# Совпахарь
Совпа́харь — хутор в Кировском районе (городском округе) Ставропольского края Российской Федерации.
До 1 мая 2017 года входил в состав сельского поселения Новосредненский сельсовет.

## География
Расстояние до краевого центра: 179 км. Расстояние до районного центра: 20 км.

## Население
| 1989 | 2002 | 2010 | 2012 | 2014 |
| ---- | ---- | ---- | ---- | ---- |
| 258  | ↗265 | ↗266 | ↘207 | ↘200 |

По данным переписи 2002 года, 91 % населения — русские.

## Кладбища
В границах населённого пункта расположено общественное закрытое кладбище площадью 1300 м².